# Issam El-Bashir
Scheich  Issam El-Bashir  (arabisch عصام البشير, DMG ʿIṣām al-Bašīr; * 1956 in Tindelti, Sudan) ist ein islamischer Geistlicher und Politiker der Muslimbruderschaft. Er promovierte in islamischer Theologie an der Islamischen Universität Omdurman im Sudan. Er war Generalsekretär des International Moderation Centre (IMC) (المركز العالمي للوسطية) in Kuwait und ehemaliger Minister für Religiöse Angelegenheiten im Sudan. Er lehrte an verschiedenen Universitäten.
Er ist Mitglied des Aufsichtsrates der Internationalen Union muslimischer Gelehrter und vieler weiterer Gremien und Institutionen, darunter das Institut Européen des Sciences Humaines (IESH) und der European Council for Fatwa and Research (ECFR).
Er war einer der Unterzeichner der Botschaft aus Amman (Amman Message) und einer der 138 Unterzeichner des offenen Briefes Ein gemeinsames Wort zwischen Uns und Euch (engl. A Common Word Between Us & You), den Persönlichkeiten des Islam an „Führer christlicher Kirchen überall“ (engl. „Leaders of Christian Churches, everywhere …“) sandten (13. Oktober 2007).
2009 und 2012 wurde er in der Liste der 500 einflussreichsten Muslime des Prinz-al-Walid-bin-Talal-Zentrums für muslimisch-christliche Verständigung der Georgetown University und des Royal Islamic Strategic Studies Centre von Jordanien aufgeführt.
Er ist Autor mehrerer Werke über Wasatiyya (wasatiyya / وسطية), einen Islam der Mitte, jenseits von Extremismus und Fanatismus.